# Abjad
Een abjad of consonantschrift is een schrift waarin (in tegenstelling tot ''echte'' alfabetten) elke letter of glief staat voor een medeklinker, en waarbij het aan de lezer wordt overgelaten om zelf een geschikte klinker erbij te lezen. Zogenaamde onzuivere abjads drukken klinkers uit door middel van optionele diakritische tekens, een beperkt aantal verschillende klinkerletters, of beide. De naam abjad is gebaseerd op de eerste (in de oorspronkelijke volgorde) vier letters van het Arabische alfabet, die overeenkomen met a, b, dj, d. De naam werd geïntroduceerd ter vervanging van de meer algemene term "consonantschrift" bij het beschrijven van West-Semitische schriften.

## Etymologie
De naam "abjad" (abjad أبجد) is afgeleid van het uitspreken van de eerste letters van de Arabische alfabetvolgorde, in de oorspronkelijke volgorde. De volgorde (abjadī) van Arabische letters kwam vroeger overeen met dat van de oudere Fenicische, Hebreeuwse en Semitische proto-alfabetten: alef, bet, gimel, dalet.

## Terminologie
Volgens Peter T. Daniels verschillen abjads van alfabetten doordat slechts medeklinkers worden gebruikt als de basisgrafemen. Abjads verschillen van abugida's, een andere categorie die door Daniels wordt gedefinieerd, in de zin dat in abjads de klinker wordt geïmpliceerd door fonologie, en waar klinkertekens bestaan in het schrift (zoals Niqqud voor het Hebreeuws en ḥarakāt voor het Arabisch) is hun gebruik optioneel en niet de dominante (of geletterde) vorm. Abugida's duiden alle klinkers aan (behalve de "inherente" klinker, meestal /a/) met een diakritisch teken (een kleine toevoegsel aan de letter) of een op zichzelf staande letter. Sommige abugida's gebruiken een speciaal teken om de inherente klinker te onderdrukken, zodat alleen de medeklinker goed kan worden aangeduid. In een syllabisch schrift duidt één teken één volledige lettergreep aan, dat wil zeggen ofwel een enkele klinker of een combinatie van een klinker met een of meer medeklinker(s).

## Oorsprong

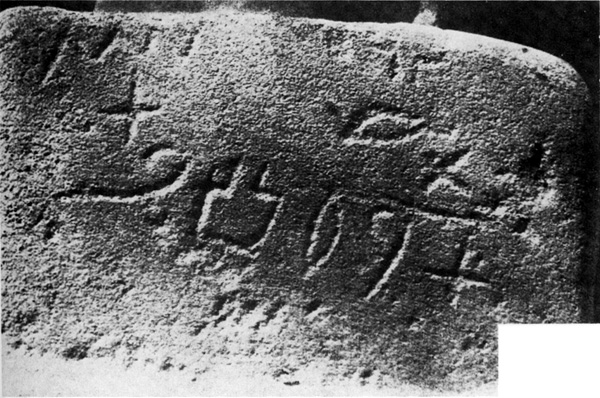
Een exemplaar van het Proto-Sinaitische schrift met een zin die 'naar Baälat' kan betekenen. De lijn die van linksboven naar rechtsonder loopt, luidt mt l b^{c}lt.

Het eerste abjad dat op grote schaal werd gebruikt, was het Fenicische abjad. In tegenstelling tot andere schriften uit die tijd, zoals het spijkerschrift en Egyptische hiërogliefen, bestond het Fenicische schrift uit slechts enkele tientallen tekens. Dit maakte het schrift gemakkelijk te leren en zeevarende Fenicische handelaren namen het schrift mee over de toen bekende wereld.
Het Fenicische abjad was een radicale vereenvoudiging van het fonetische schrijven, omdat hiërogliefen van de schrijver eisten dat hij een hiëroglief koos dat begon met hetzelfde geluid dat de schrijver wilde schrijven om fonetisch te schrijven.
Het Fenicisch leidde tot een aantal nieuwe schriften, waaronder het Griekse alfabet en het Aramees, een veel gebruikt abjad. Het Griekse alfabet evolueerde tot de westerse alfabetten zoals het Klassiek Latijnse alfabet (wat ontwikkelde tot het moderne Latijnse alfabet) en het Cyrillisch, terwijl het Aramees de voorouder werd van vele moderne abjads en abugida's van Azië.

## Onzuivere abjads

Al-ʻArabiyya, wat 'Arabisch' betekent: een voorbeeld van het Arabische schrift, een onzuivere abjad.

Onzuivere abjads hebben tekens voor sommige klinkers, optionele diakritische klinkertekens of beide. De term zuiver abjad verwijst naar schriften die over helemaal geen klinkerindicatoren beschikken. De meeste moderne abjads, zoals het Arabisch, Hebreeuws, Aramees en Pahlavi, zijn ''onzuivere'' abjads, dat wil zeggen, ze bevatten ook tekens voor enkele klinkers, hoewel deze ook worden gebruikt om bepaalde medeklinkers te schrijven, met name approximanten die klinken als lange klinkers. Een "zuiver" abjad wordt (misschien) geïllustreerd door zeer vroege vormen van het oude Fenicisch, hoewel op een gegeven moment (ten minste in de 9e eeuw voor Christus) het Fenicisch en de meeste andere Semitische abjads begonnen met het gebruiken van een paar medeklinkerletters met een secundaire functie als klinkers, mater lectionis genoemd. Dit gebruik was aanvankelijk zeldzaam en beperkt van omvang, maar werd later in toenemende mate gebruikelijker en meer ontwikkeld.

### Toevoeging van klinkers
In de 9e eeuw voor Christus pasten de Grieken het Fenicische schrift aan voor gebruik in hun eigen taal. De fonetische structuur van de Griekse taal veroorzaakte te veel dubbelzinnigheden toen de klinkers niet werden weergegeven, dus werd het schrift aangepast. Ze hadden geen letters nodig voor de keelklanken vertegenwoordigd door alef, he, heth of ayin, dus deze letters kregen vocale waarden toegewezen. De letters waw en yod werden ook aangepast tot klinkertekens; deze werden samen met he in het Fenicisch al als mater lectionis gebruikt. De belangrijkste vernieuwing van het Grieks was om deze symbolen uitsluitend en ondubbelzinnig toe te wijden aan klinkers die willekeurig konden worden gecombineerd met medeklinkers (in tegenstelling tot syllabische schriften zoals Lineaire B die gewoonlijk klinkerletters hebben maar ze niet kunnen combineren met medeklinkers om willekeurige lettergrepen te vormen).
Abugida's ontwikkelden op een iets andere manier. De basale medeklinkerletter werd beschouwd als in het bezit van een inherente "a" klinker. Haken of korte lijnen die aan verschillende delen van de basisletter zijn bevestigd, wijzigen de klinker. Op deze manier evolueerde het Zuid-Arabische alfabet tussen de 5e eeuw voor Christus en de 5e eeuw na Christus tot het Ge'ez-alfabet. Op een vergelijkbare manier ontwikkelde zich rond de 3e eeuw voor Christus het Brahmischrift (van het Aramese abjad, wordt verondersteld).
De andere grote familie van abugida's, Canadese Aboriginal-syllaben, werd aanvankelijk in de jaren 1840 ontwikkeld door missionaris en taalkundige James Evans voor de Cree- en Ojibwe-talen. Evans gebruikte kenmerken van het Devanagari-schrift en Pitman-snelschrift om zijn eerste abugida te creëren. Later in de 19e eeuw pasten andere missionarissen het systeem van Evans aan aan andere inheemse Canadese talen. Canadese syllaben verschillen van andere abugida's doordat de klinker wordt aangegeven door middel van rotatie van de medeklinkerletter, waarbij elke klinker een consistente oriëntatie heeft.

## Abjads en de structuur van Semitische talen
De abjad manier van schrijven is goed aangepast aan de morfologische structuur van de Semitische talen waarvoor het is ontwikkeld. Dit komt omdat woorden in Semitische talen worden gevormd uit een wortel die bestaat uit (meestal) drie medeklinkers, waarbij de klinkers worden gebruikt om verbuigende of afgeleide vormen aan te duiden. Bijvoorbeeld van de Arabische wortel ذ ب ح Dh-B-Ḥ (slachten) kunnen de vormen ذَبَحَ dhabaḥa (hij slachtte), ذَبَحْتَ dhabaḥta (jij (mannelijk enkelvoud) slachtte)), يُذَبِّحُ yudhabbiḥu (hij slacht) en مَذْبَح madhbaḥ (slachthuis) worden afgeleid. In de meeste gevallen maakt de afwezigheid van volledige letters voor klinkers de gemeenschappelijke wortel duidelijker, waardoor lezers de betekenis van onbekende woorden uit bekende wortels kunnen raden (vooral in combinatie met contextuele aanwijzingen) en de woordherkenning verbeteren tijdens het lezen voor geoefende lezers.
Daarentegen vervullen de Arabische en Hebreeuwse schriften soms de rol van echte alfabetten in plaats van abjads wanneer ze worden gebruikt om bepaalde Indo-Europese talen te schrijven, waaronder het Koerdisch, Bosnisch en Jiddisch.

## Vergelijkende tabel
| Naam                                 | In gebruik      | Cursief                                                 | Schrijfrichting                         | Aantal letters                 | Mater lectionis                            | Oorsprongsgebied                                                                                             | Gebruikt door                                                                   | Talen                                                                                            | Tijdperiode          | Beïnvloed door                   | Beïnvloedde schriften                                                                   |
| ------------------------------------ | --------------- | ------------------------------------------------------- | --------------------------------------- | ------------------------------ | ------------------------------------------ | --- | ------------------------------------------------------------------------------- | ------------------------------------------------------------------------------------------------ | -------------------- | -------------------------------- | --------------------------------------------------------------------------------------- |
| Syrisch                              | ja              | ja                                                      | rechts-links                            | 22 medeklinkers                | 3                                          | Midden-Oosten                                                                                                | Kerk van het Oosten, Syrisch-Orthodoxe Kerk van Antiochië                       | Aramees, Syrisch, Assyrisch, Neo-Aramees                                                         | ~ 100 v.Chr.         | Aramees                          | Nabatees, Palmyrisch, Mandaïsch, Parthisch, Pahlavi, Sogdisch, Avestisch en Manicheïsch |
| Hebreeuws                            | ja              | ja als handschrift                                      | rechts-links                            | 22 medeklinkers+ 5 eindletters | 4                                          | Midden-Oosten                                                                                                | Israëliërs, Joodse diaspora gemeenschappen, Judea tijden de Tweedetempelperiode | Hebreeuws, Judeo-Arabisch, Judeo-Aramees                                                         | 2e eeuw v.Chr.       | Paleo-Hebreeuws, Vroegaramees    |                                                                                         |
| Arabisch                             | ja              | ja                                                      | rechts-links                            | 28                             | 3                                          | Midden-Oosten                                                                                                | Meer dan 400 miljoen mensen                                                     | Arabisch, Bosnisch, Kasjmiri, Maleis, Perzisch, Pasjtoe, Oeigoers, Koerdisch, Urdu, veel anderen | 512 n.chr.           | Nabatees Aramees                 |                                                                                         |
| Aramees (Keizerlijk)                 | nee             | nee                                                     | rechts-links                            | 22                             | 3                                          | Midden-Oosten                                                                                                | Achaemenidische, Perzische, Babylonische en Assyrische rijken                   | Keizerlijk Aramees, Hebreeuws                                                                    | ~ 500 v.Chr.         | Fenicisch                        | Laathebreeuws, Nabatees, Syrisch                                                        |
| Aramees (Vroeg)                      | nee             | nee                                                     | rechts-links                            | 22                             | geen                                       | Midden-Oosten                                                                                                | Verschillende Semitische volken                                                 |                                                                                                  | ~ 1000-900 v.Chr.    | Fenicisch                        | Hebrew, Keizerlijk Aramees.                                                             |
| Nabatees                             | nee             | nee                                                     | rechts-links                            | 22                             | geen                                       | Midden-Oosten                                                                                                | Nabatea                                                                         | Nabatees                                                                                         | 200 v.Chr.           | Aramees                          | Arabisch                                                                                |
| Pahlavischrift                       | nee             | nee                                                     | rechts-links                            | 22                             | 3                                          | Midden-Oosten                                                                                                | Sassaniden                                                                      | Pahlavi, Middelperzisch                                                                          |                      | Aramees                          | Psalter, Avestisch                                                                      |
| Psalter Pahlavi                      | nee             | ja                                                      | rechts-links                            | 21                             | ja                                         | Noordwestelijk China                                                                                         | Perzisch schrift voor het schrijven op papier                                   |                                                                                                  | ~ 400 n.chr.         | Syrisch                          |                                                                                         |
| Fenicisch                            | nee             | nee                                                     | rechts-links, boustrofedon              | 22                             | geen                                       | Byblos | Kanaänieten                                                                     | Fenicisch, Punisch, Hebreeuws                                                                    | ~ 1000-1500 v.Chr.   | Proto-Kanaänietisch Alfabet      | Punisch (variant), Grieks, Etruskisch, Latijn, Arabisch en Hebreeuws                    |
| Parthisch                            | nee             | nee                                                     | rechts-links                            | 22                             | ja                                         | Parthië (wat vandaag de dag overeenkomt met Noordoost-Iran, zuidelijk Turkmenistan en Noordwest-Afghanistan) | Parthische & Sassanidische perioden van het Perzische Rijk                      | Parthisch                                                                                        | ~ 200 v.Chr.         | Aramees                          |                                                                                         |
| Sabaisch                             | nee             | nee                                                     | rechts-links, boustrofedon              | 29                             | geen                                       | Zuid-Arabië (Seba)                                                                                           | Zuid-Arabieren                                                                  | Sabaisch                                                                                         | ~ 500 v.Chr.         | Byblos                           | Ethiopisch (Eritrea & Ethiopië)                                                         |
| Punisch                              | nee             | nee                                                     | rechts-links                            | 22                             | geen                                       | Carthago (Tunesië), Noord-Afrika, Mediterraan                                                                | Punische Cultuur                                                                | Punisch, Neo-Punisch                                                                             |                      | Fenicisch?                       |                                                                                         |
| Proto-Sinaïtisch, Proto-Kanaänitisch | nee             | nee                                                     | links-rechts                            | 24                             | geen                                       | Egypte, Sinaï, Kanaän                                                                                        | Kanaänieten                                                                     | Kanaänitisch                                                                                     | ~ 1900-1700 v.Chr.   | Samen met Egyptische Hiëroglyfen | Fenicisch, Hebreeuws                                                                    |
| Ugaritisch                           | nee             | ja                                                      | links-rechts                            | 30                             | geen, 3 letters voor glottisslag + klinker | Ugarit (vandaag de dag noordelijk Syrië)                                                                     | Ugarieten                                                                       | Ugaritisch, Hurritisch                                                                           | ~ 1400 v.Chr.        | Proto-Sinaïtisch                 |                                                                                         |
| Oud-Zuid-Arabisch schrift            | nee             | ja (Zabūr - cursieve vorm van het Zuid-Arabisch schrift | Boustrofedon                            | 29                             | ja                                         | Zuid-Arabië (Jemen)                                                                                          | Koninkrijk D'mt                                                                 | Amhaars, Tigrinya, Tigre, Semitisch, Koesjitisch                                                 | 900 v.Chr.           | Proto-Sinaïtisch                 | Ge'ez (Ethiopië en Eritrea)                                                             |
| Sogdisch                             | nee             | nee (ja in latere versies)                              | rechts-links, links-rechts (verticaal)  | 20                             | 3                                          | delen van China (Xinjiang), Oezbekistan, Tadzjikistan, Pakistan                                              | Boeddhisten, Manicheeërs                                                        | Sogdisch                                                                                         | ~ 400 n.chr.         | Syrisch                          | Oud-Oeigoers alfabet                                                                    |
| Samaritaans                          | ja (700 mensen) | nee                                                     | rechts-links                            | 22                             | geen                                       | Mesopotamië of de Levant (Betwist)                                                                           | Samaritanen (Nablus en Holon)                                                   | Samaritaans Aramees, Samaritaans Hebreeuws                                                       | ~ 100-0 v.Chr.       | Paleo-Hebreeuws alfabet          |                                                                                         |
| Tifinagh                             | ja              | nee                                                     | onder-boven, rechts-links, links-rechts | 23                             | ja                                         | Noord-Afrika                                                                                                 | Berbers                                                                         | Berbertalen                                                                                      | 2e millennium v.Chr. | Fenicisch, Arabisch              |                                                                                         |